# Shire Hall (Monmouth)
Lo Shire Hall (ufficio dell'amministrazione della contea) di Monmouth, Galles, è un prominente edificio di I grado nel centro della cittadina. È stato costruito nel 1724 ed era precedentemente il centro per le corti di assise e il Quarter Sessions per Monmouthshire. Nel 1839/40 la corte è stata il luogo del processo al capo cartista John Frost e ad altri capi per alto tradimento per la loro parte nella Marcia su Newport. L'edificio è stato utilizzato anche come un luogo di mercato. Lo Shire Hall è di proprietà del Monmouthshire Council e dispone di audioguide visive per i visitatori alla ex-aula di tribunale n°1. Attualmente è utilizzato come ufficio del turismo e ufficio del Monmouth Council ed è in parte aperto al pubblico.

## Storia

### Processo dei capi cartisti

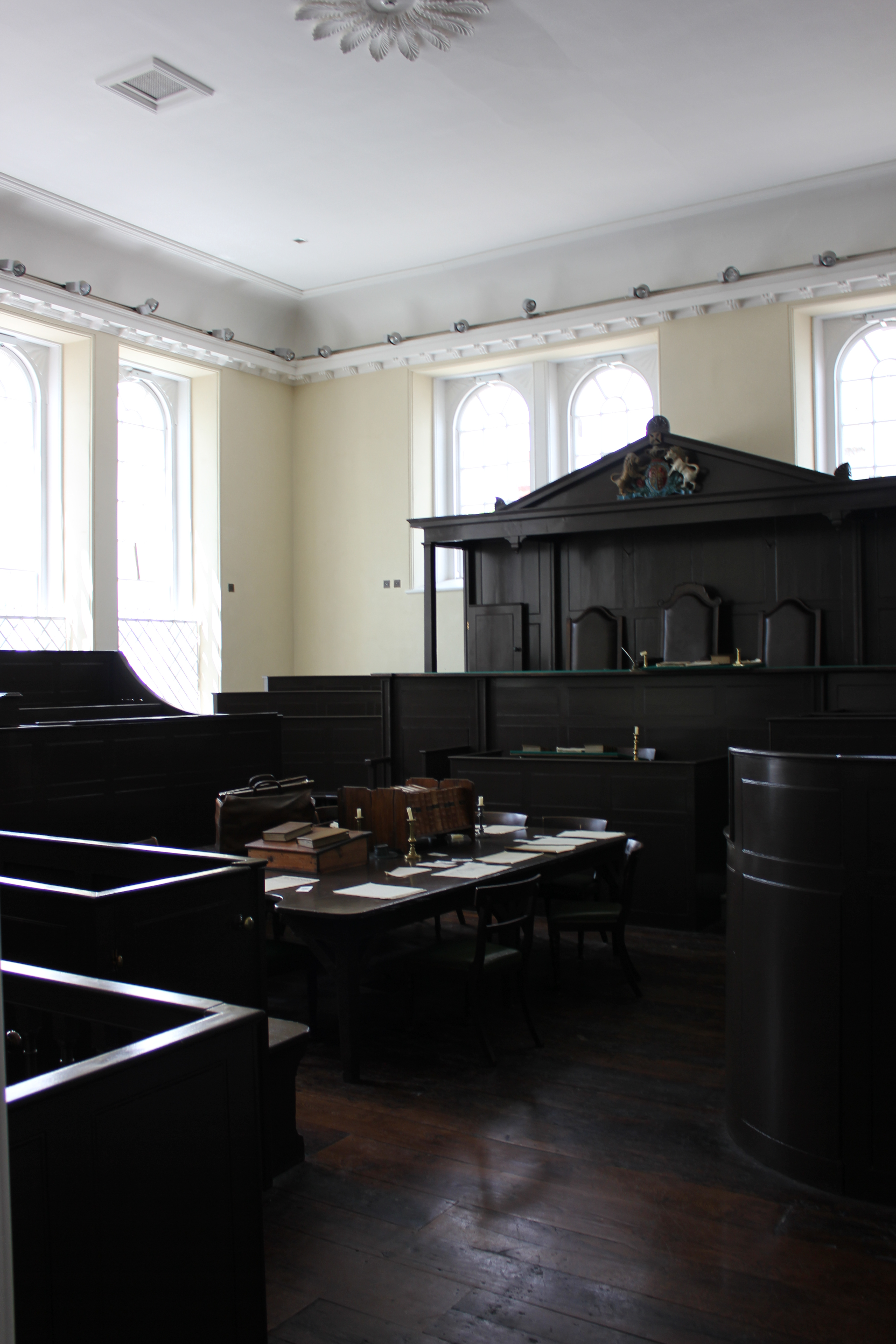
Ex-aula di tribunale n°1 dove i cartisti furono processati
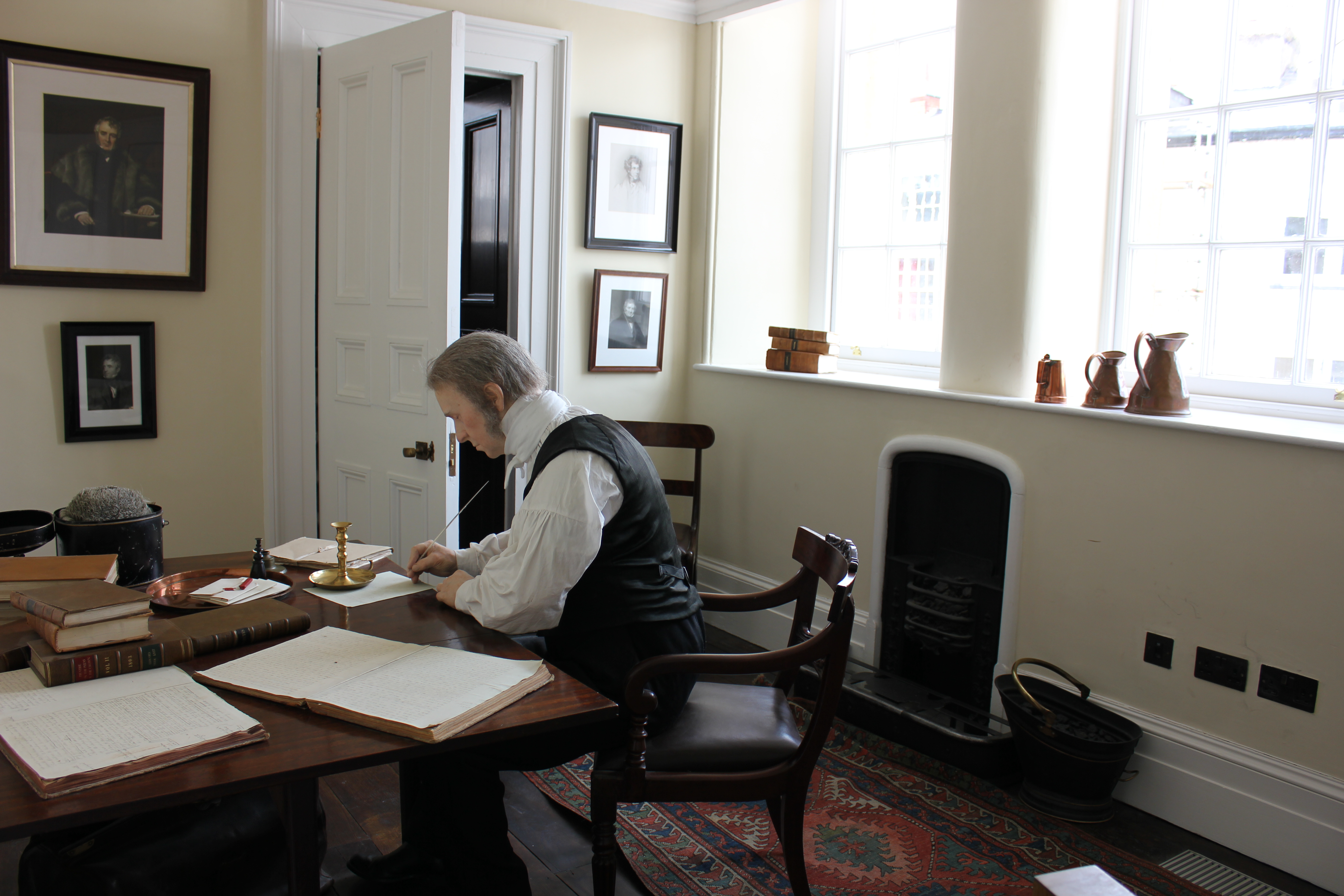
Manichino di Nicholas Conyngham Tindal nella stanza del giudice
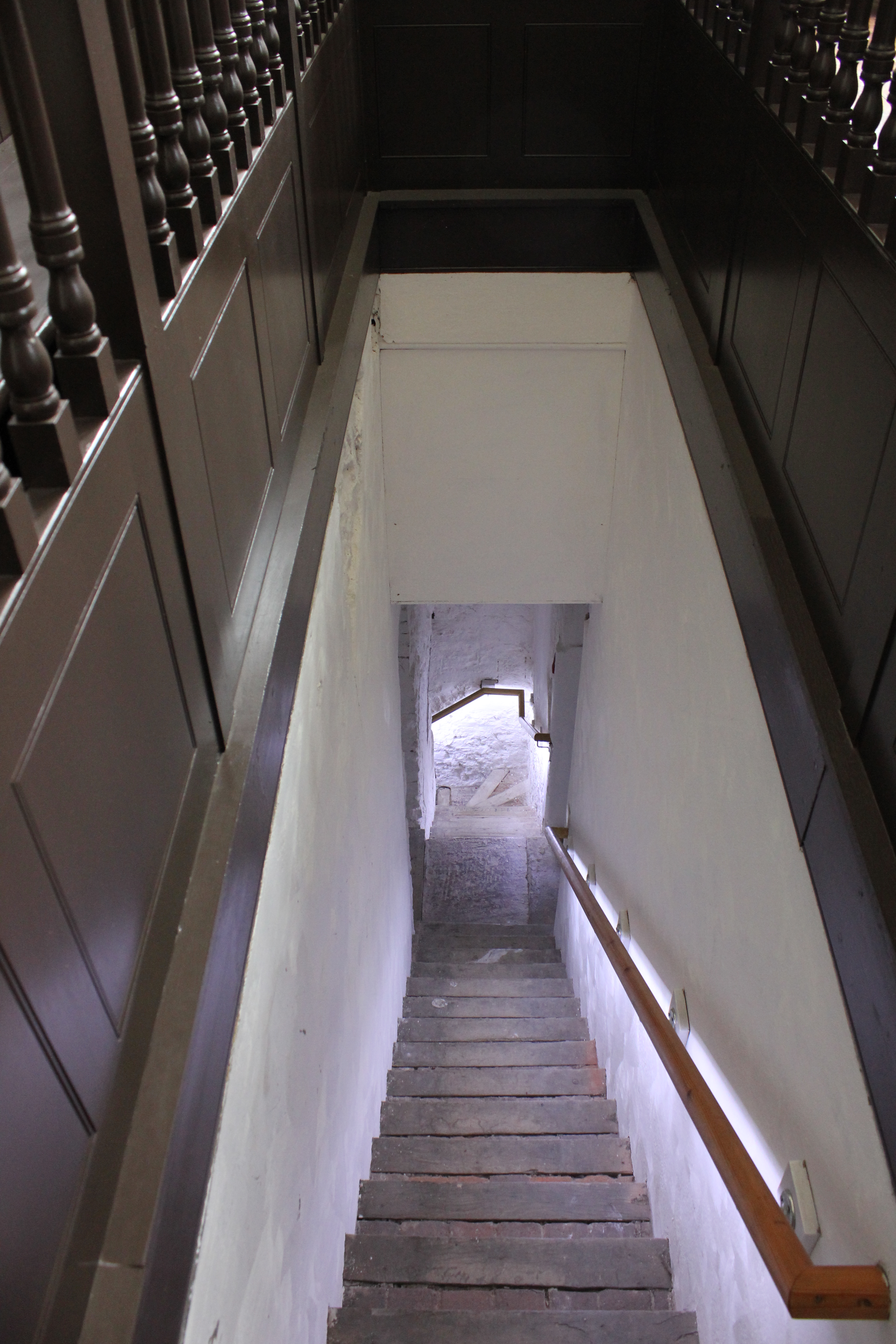
Scale verso le celle della prigione
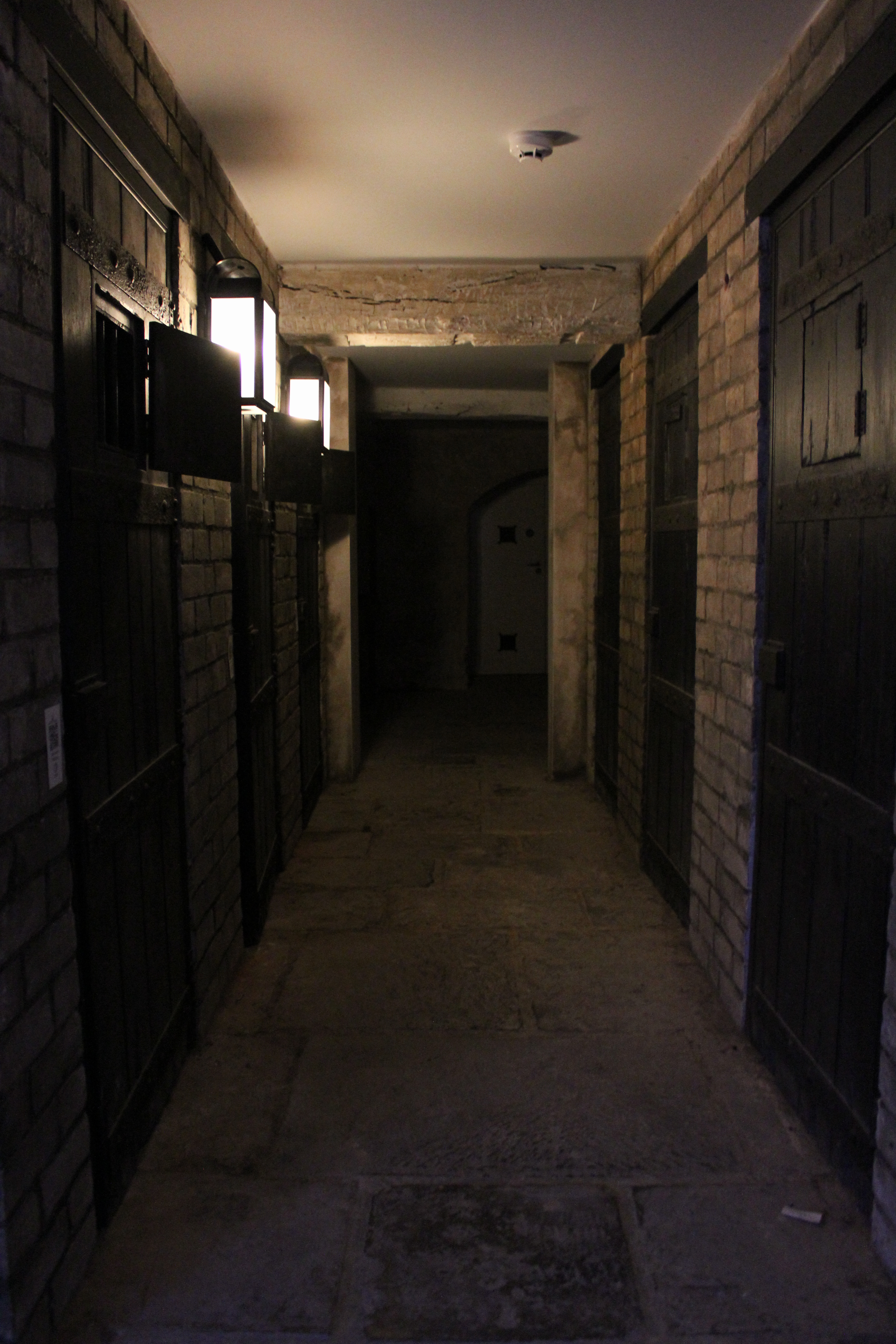
Celle della prigione
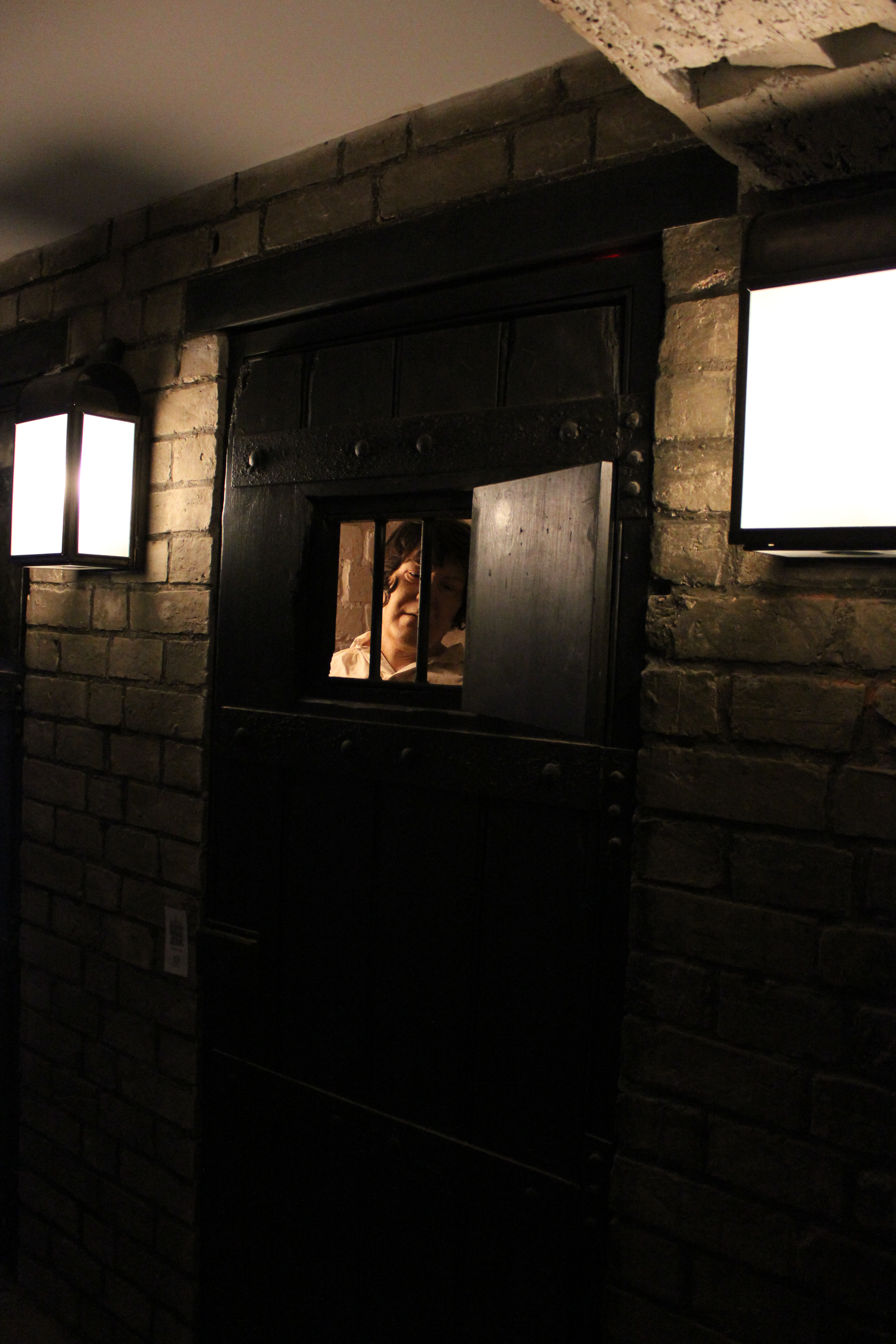
Cella della prigione con il manichino di John Frost

### Rappresentazione del processo ai Cartisti allo Shire Hall
- (EN) Parte 1
- (EN) Parte 2
- (EN) Parte 3
- (EN) Parte 4
- (EN) Parte 5
- (EN) Parte 6
- (EN) Parte 7

## Usi recenti

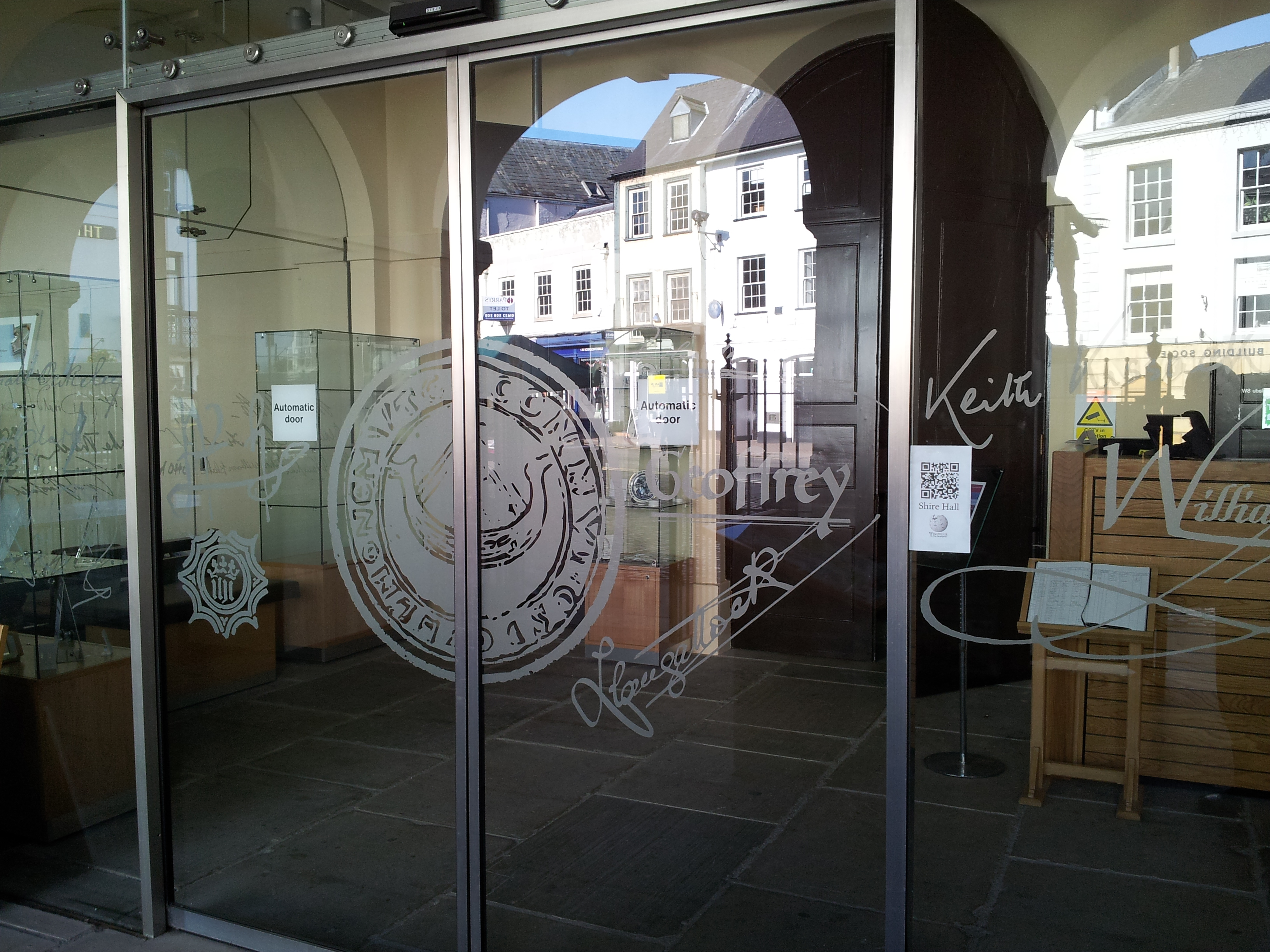
La nuova entrata all'edificio
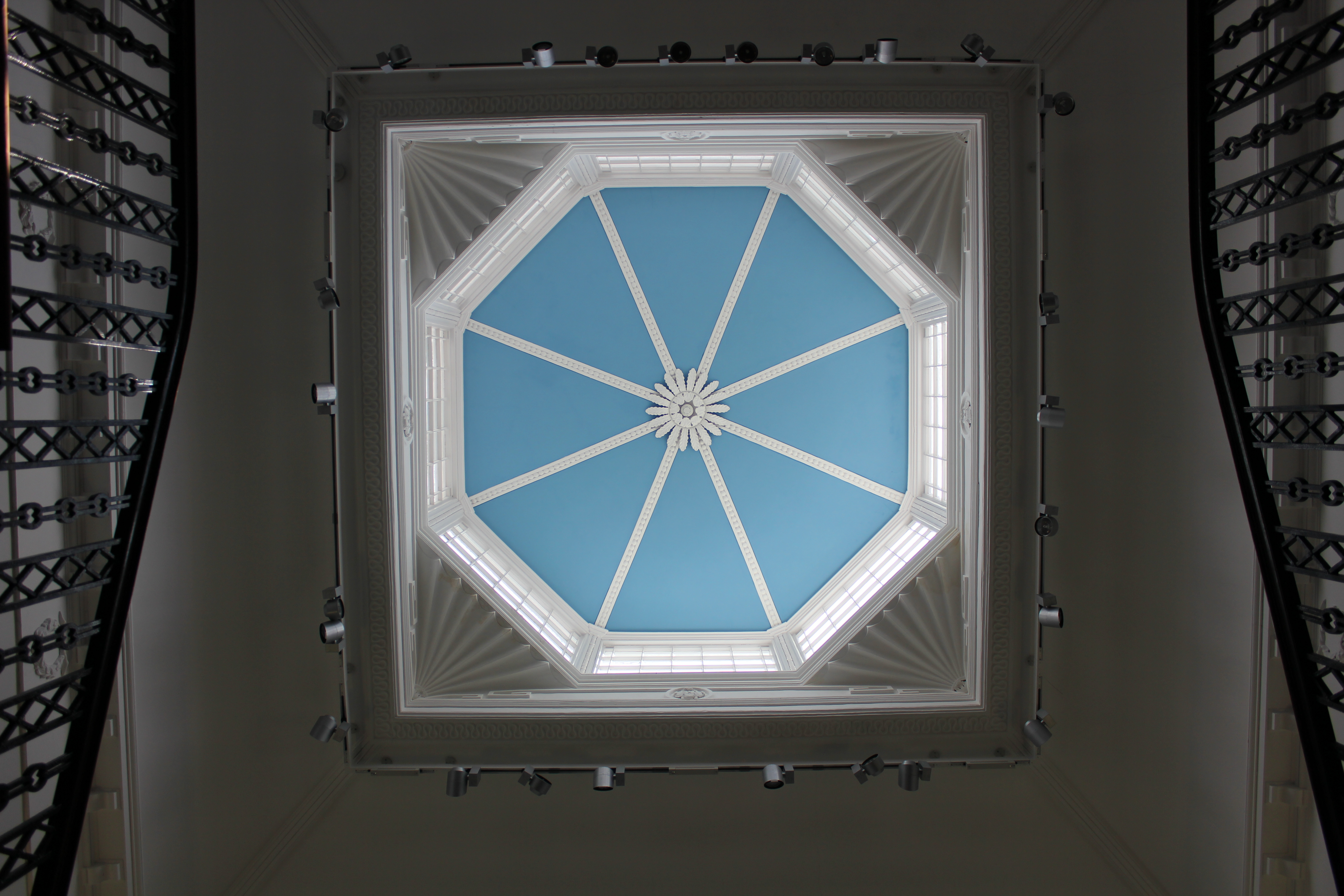
La lanterna dal basso
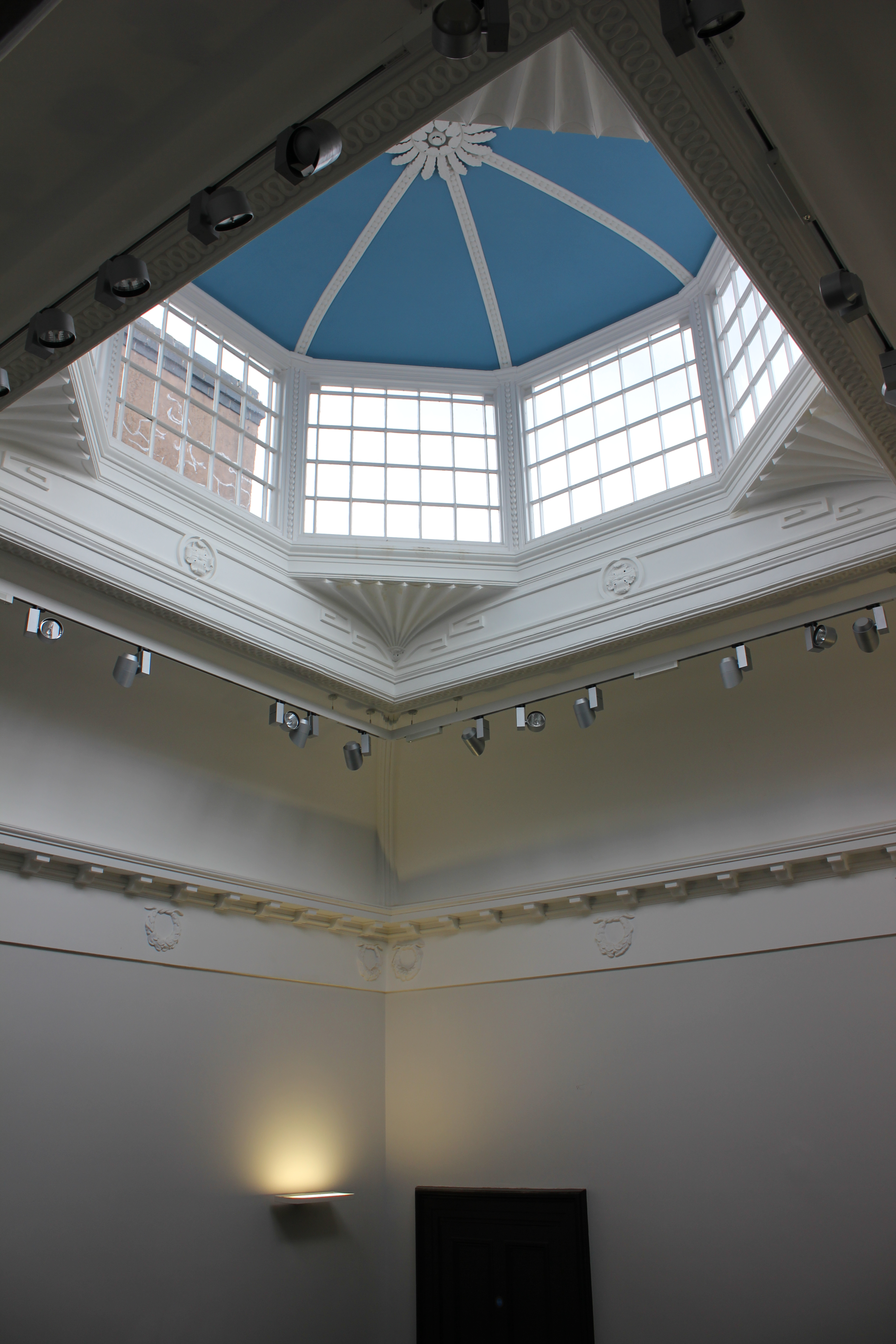
La lanterna dal lato
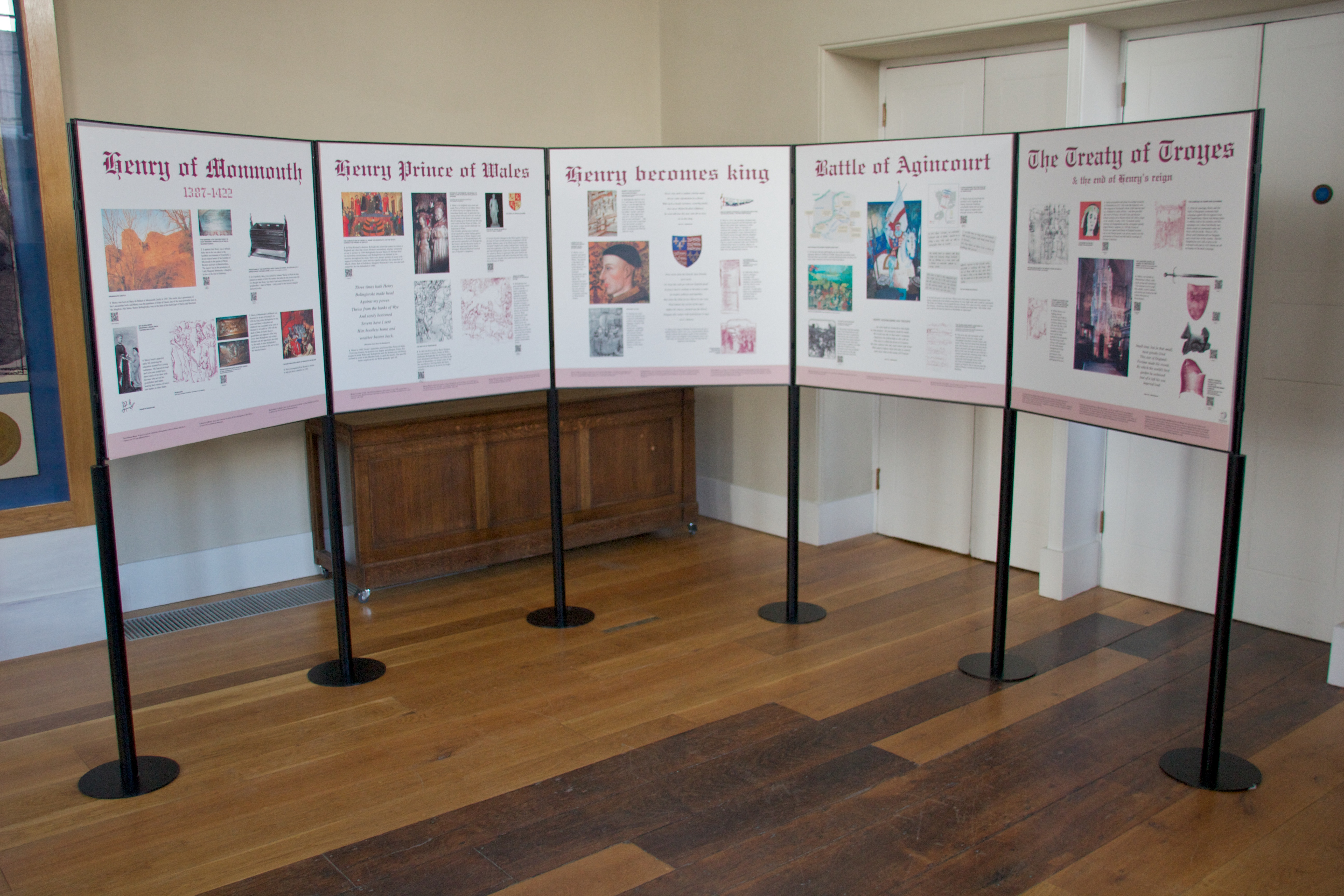
Enrico V esposto nell'ex-aula di tribunale n°2
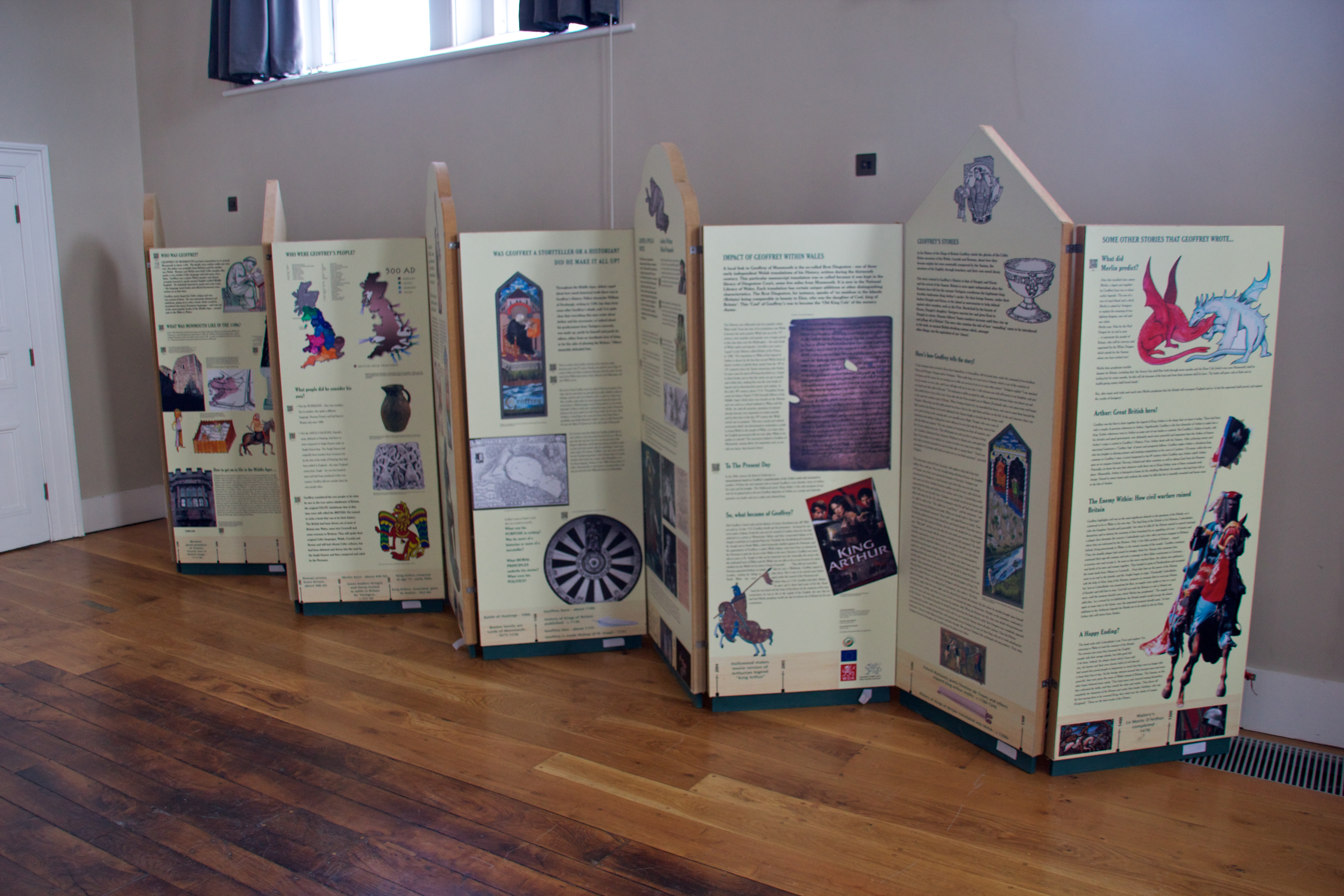
Geoffrey of Monmouth esposto nell'ex-aula di tribunale n°2
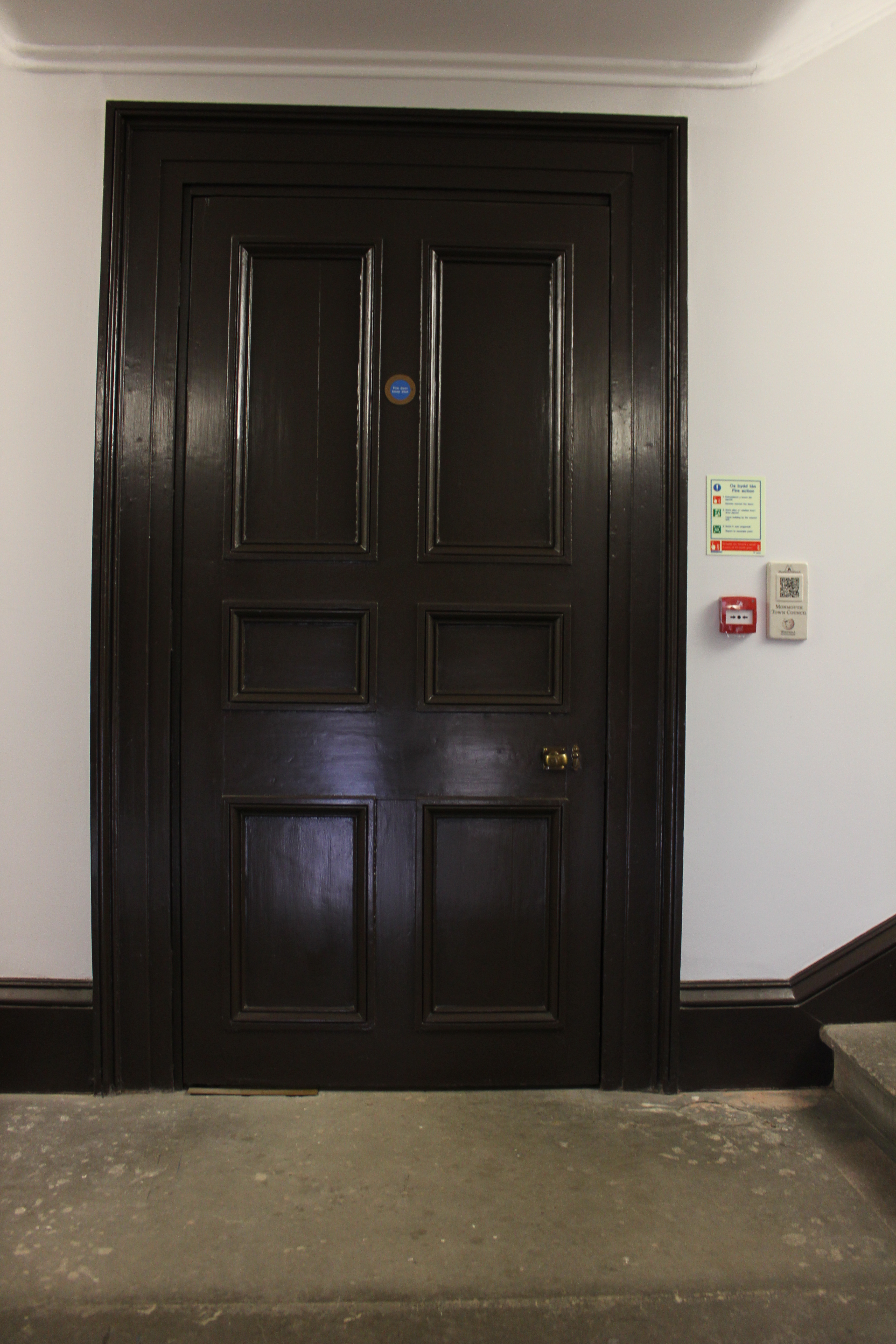
Porta dell'ufficio del Monmouth Town Council
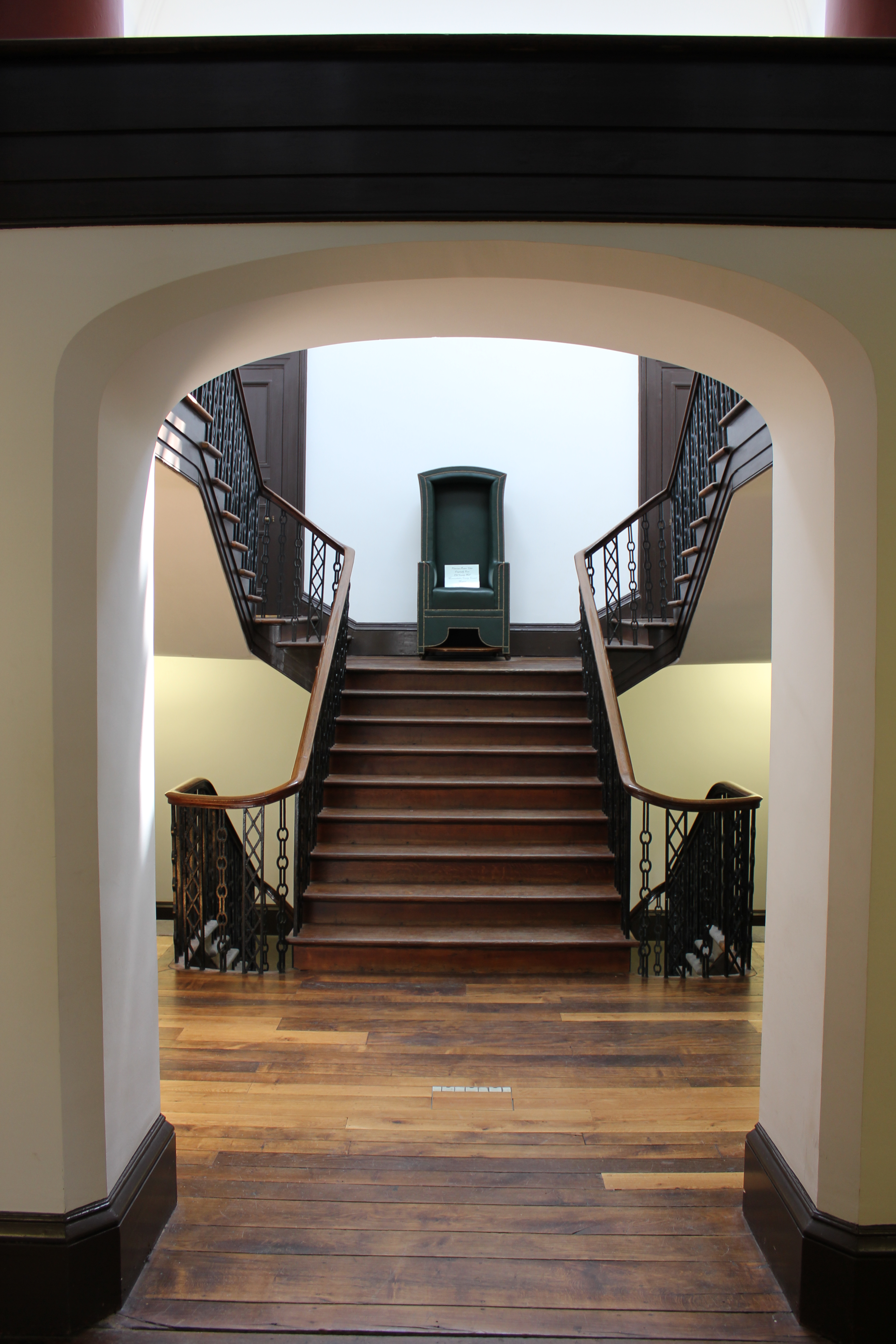
Vista delle scale sotto un arco
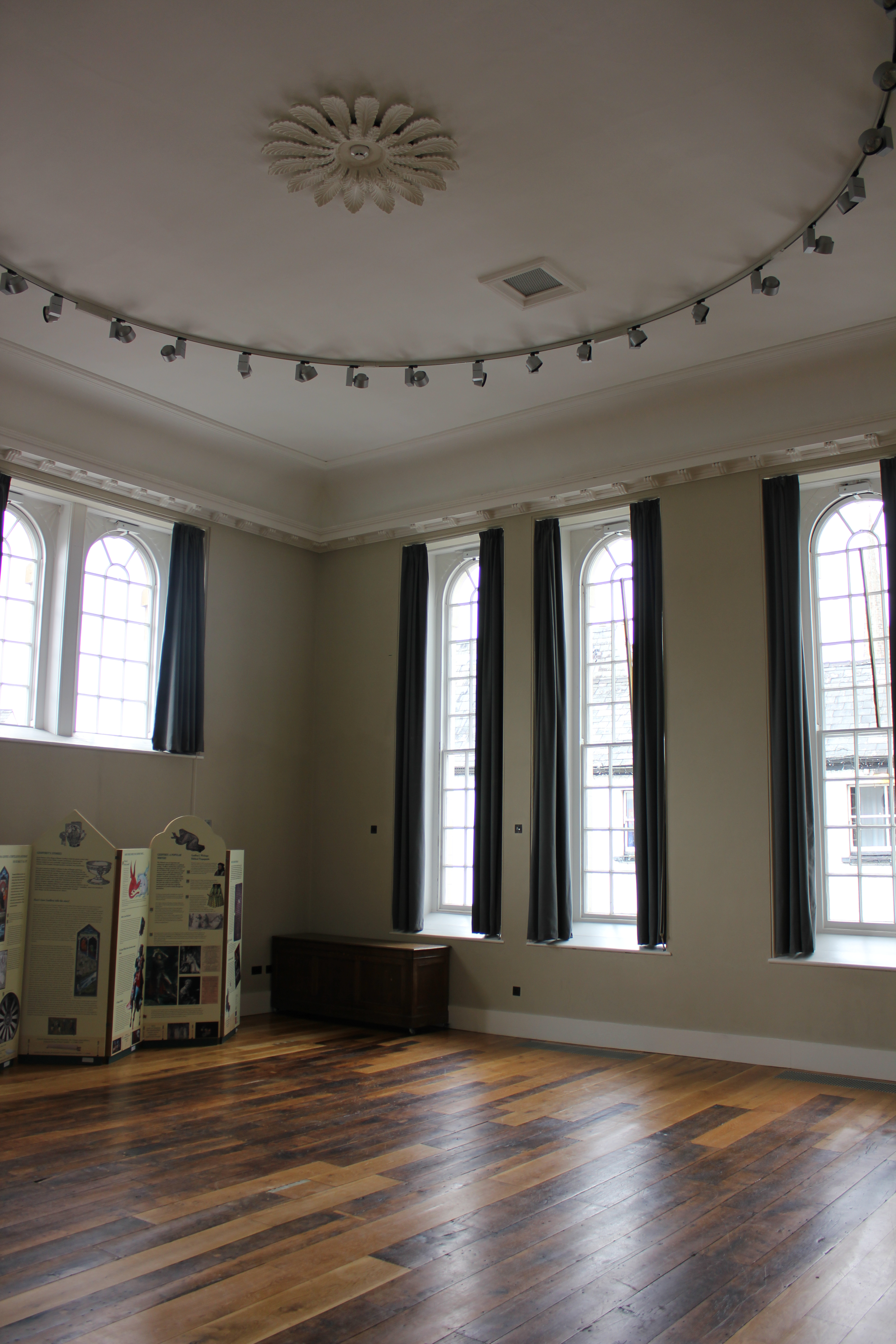
ex-aula di tribunale n°2

### La soffitta

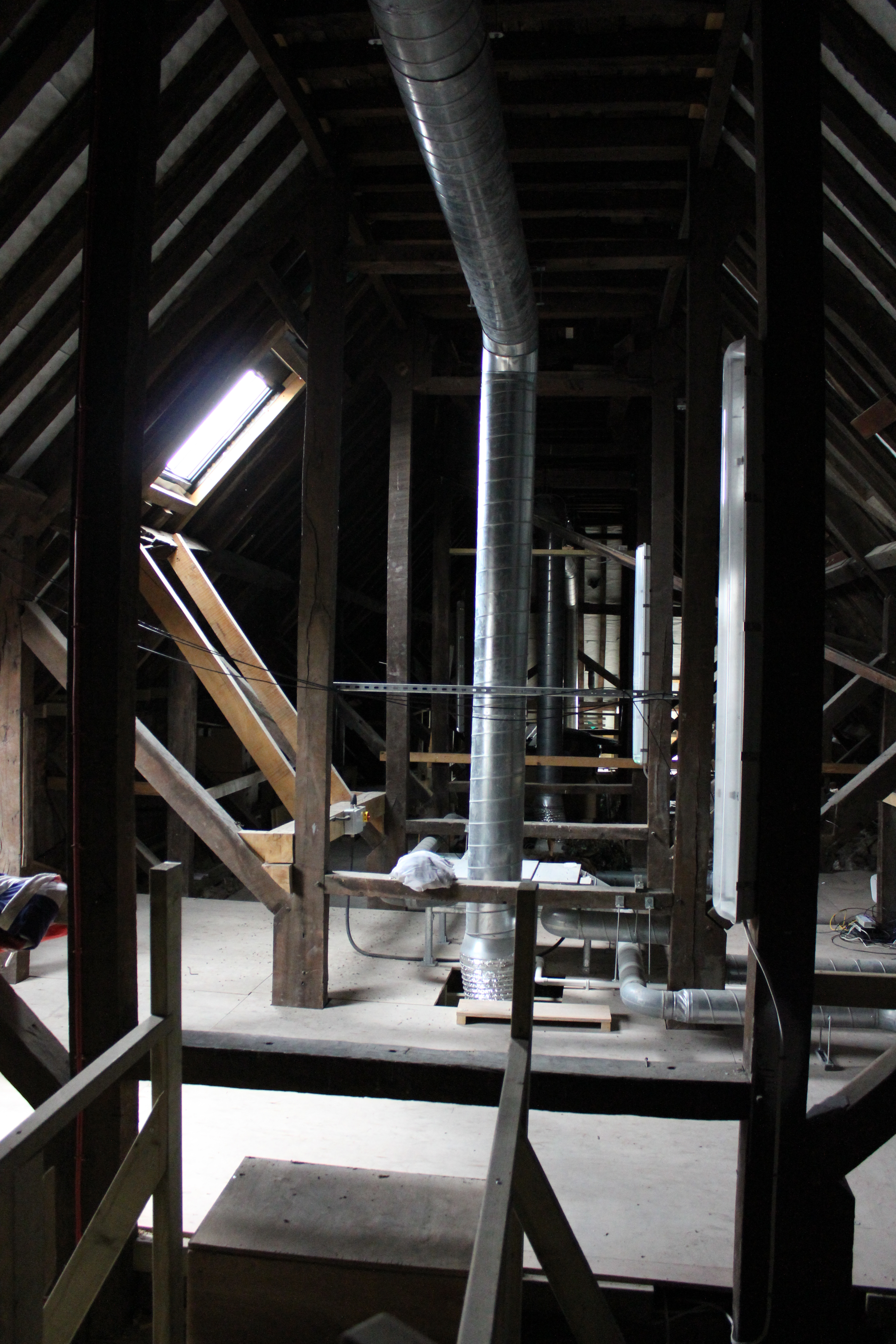
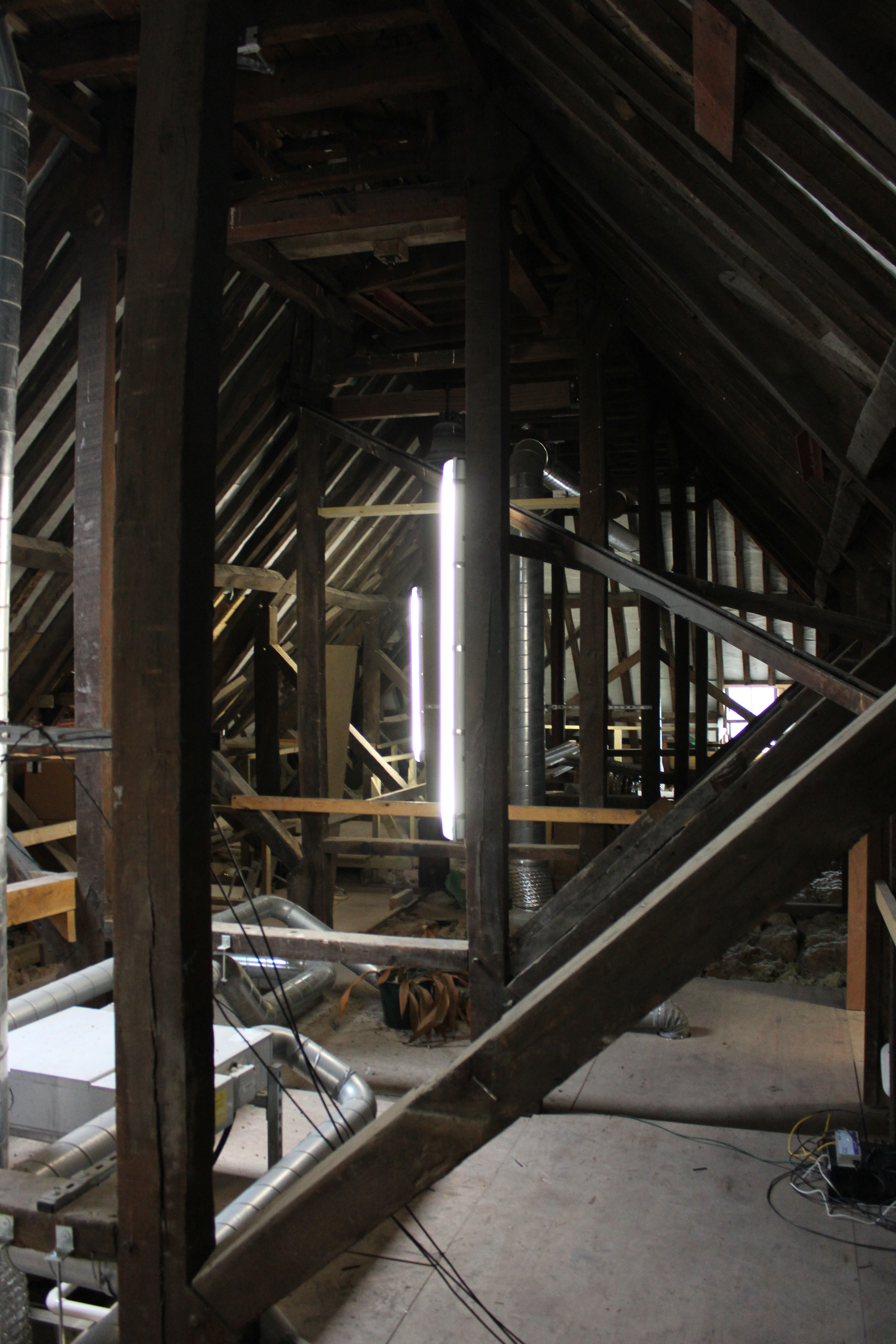
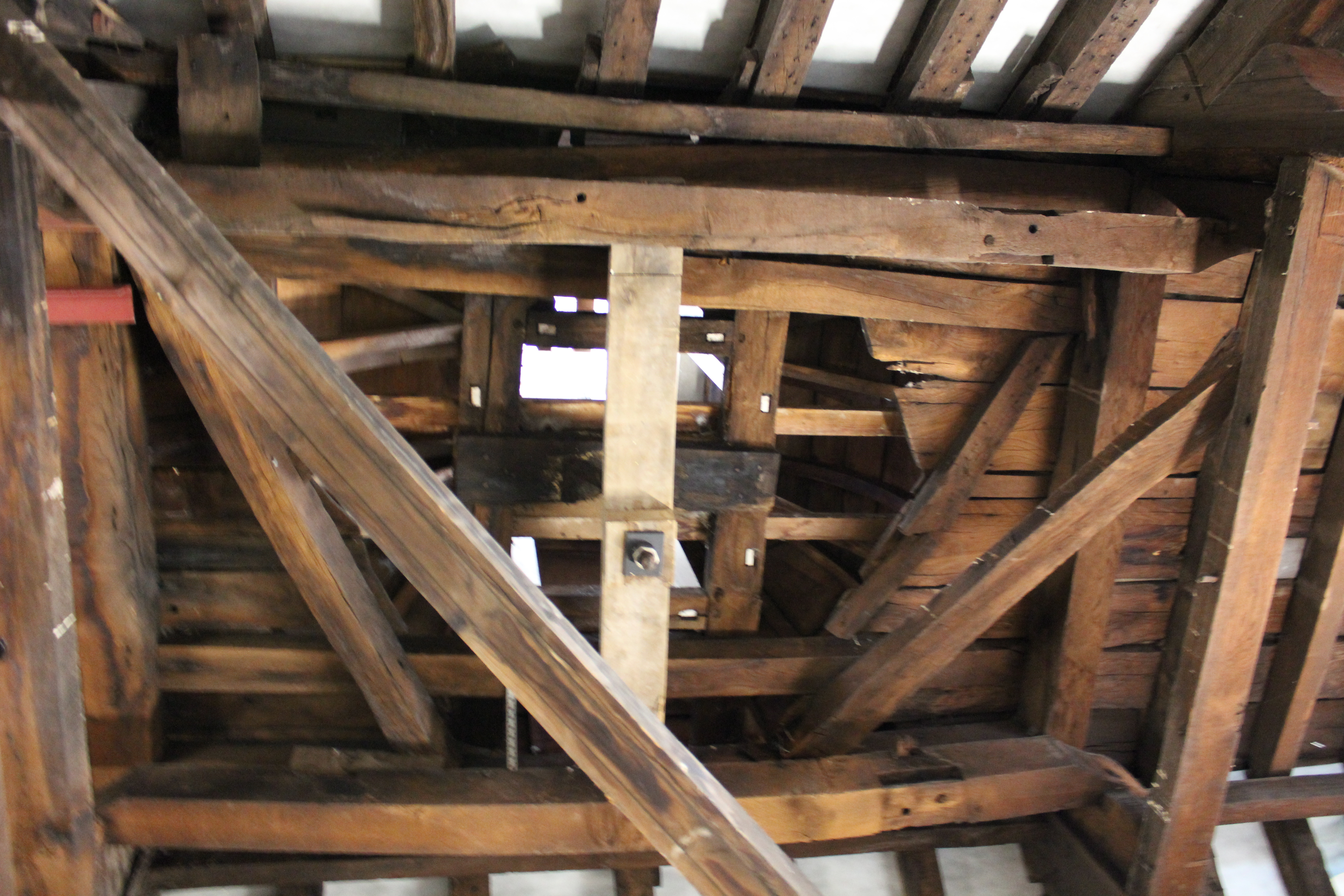
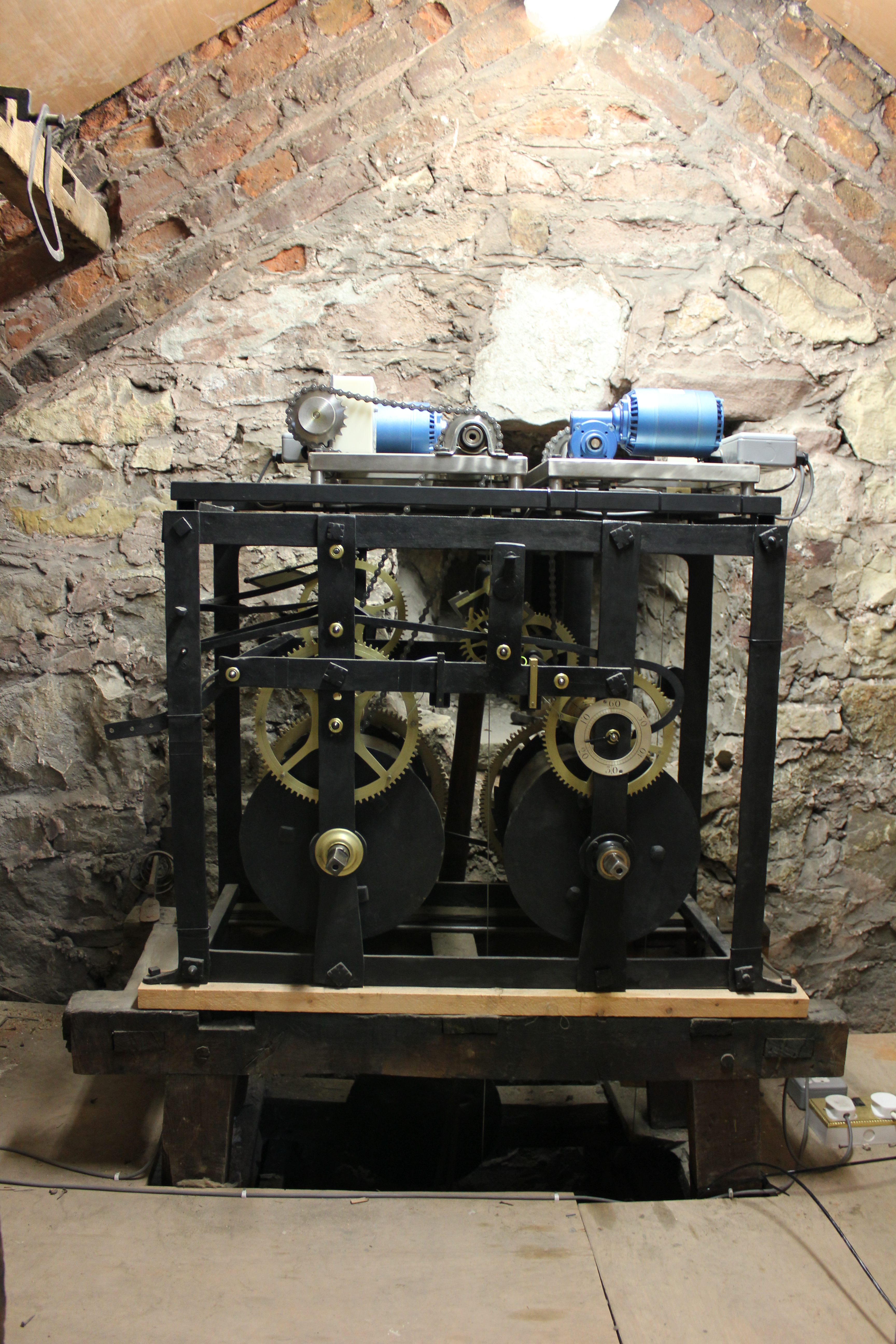
meccanismo dell'orologio
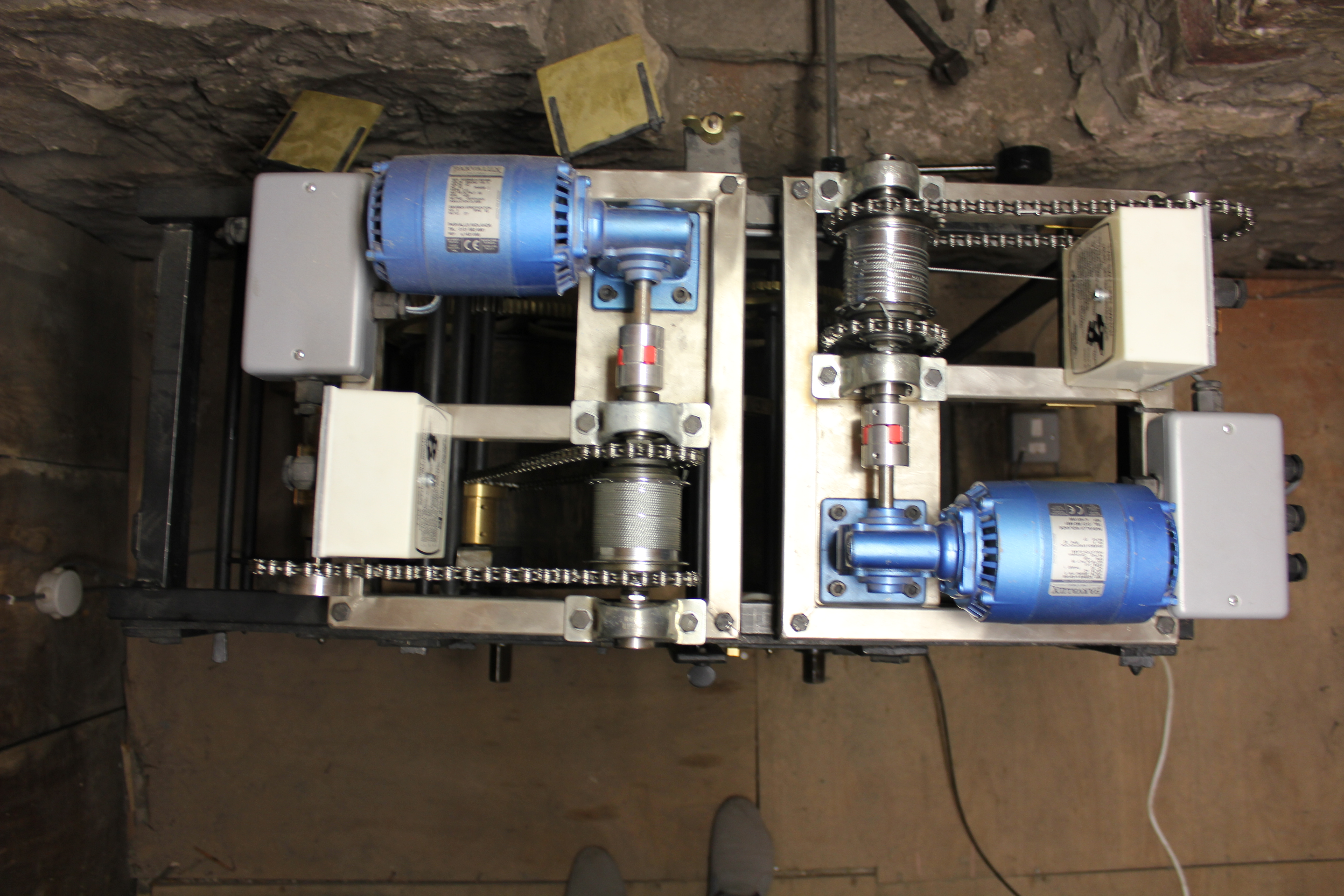
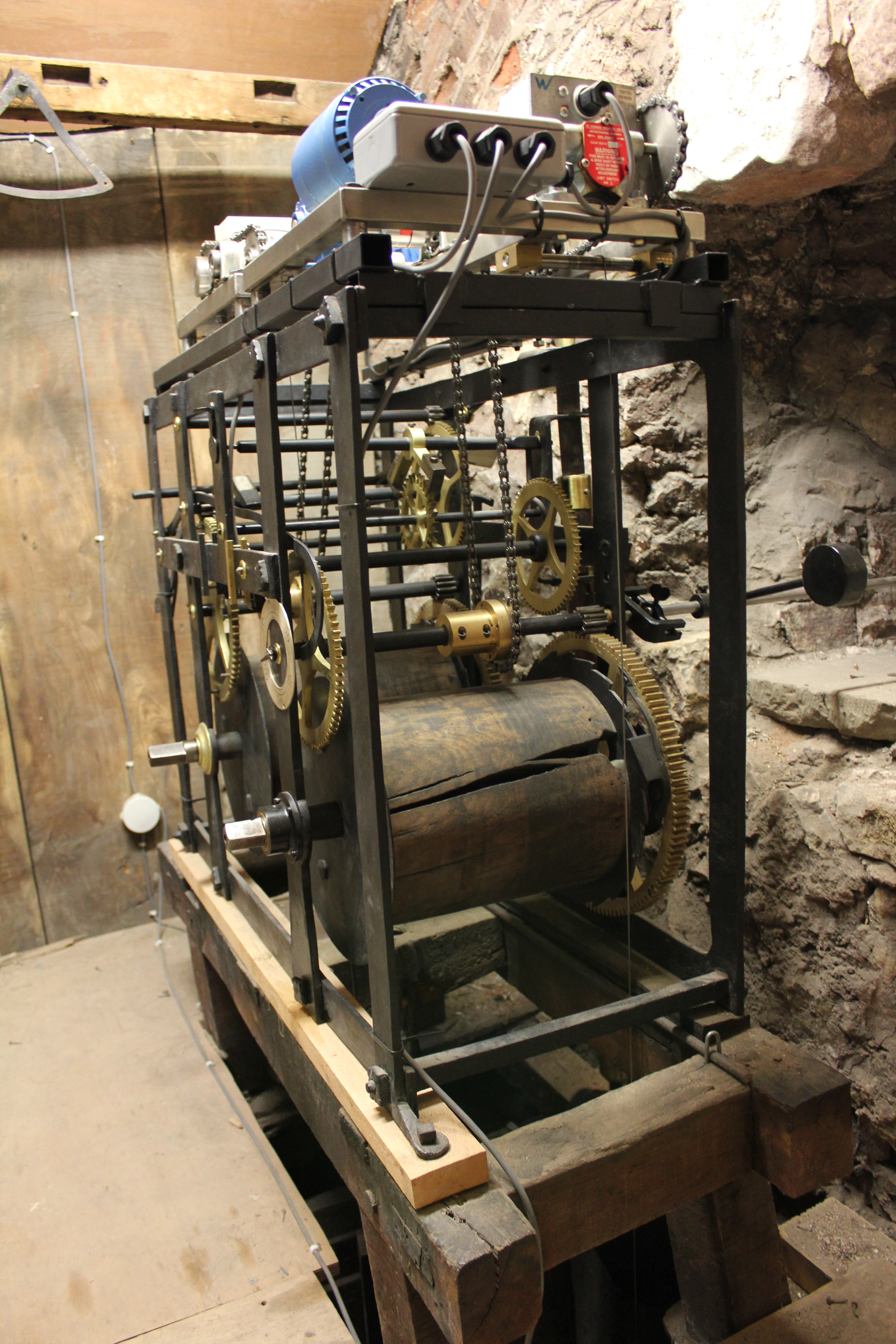

## Dintorni

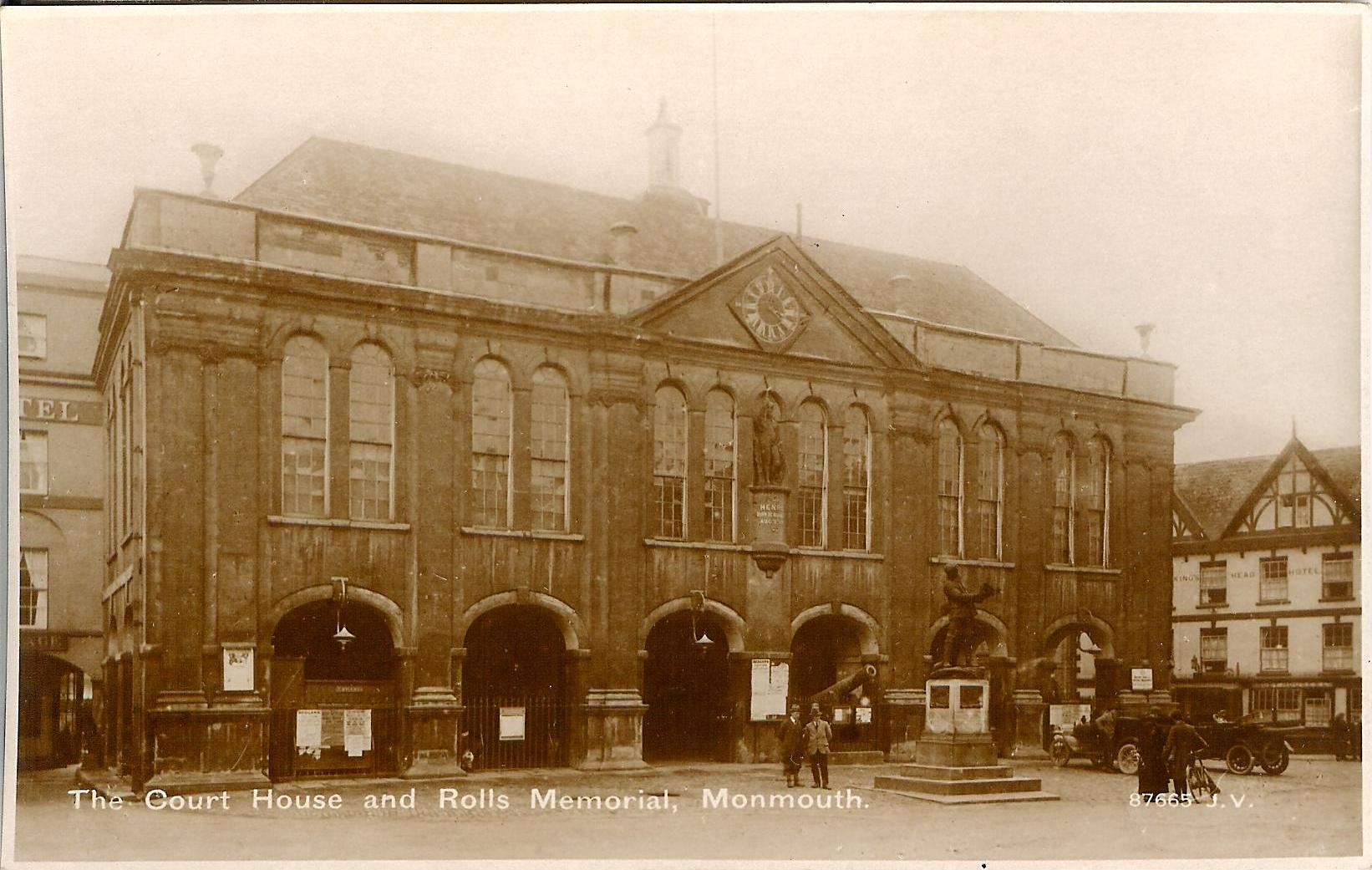
Lo Shire Hall negli anni 20
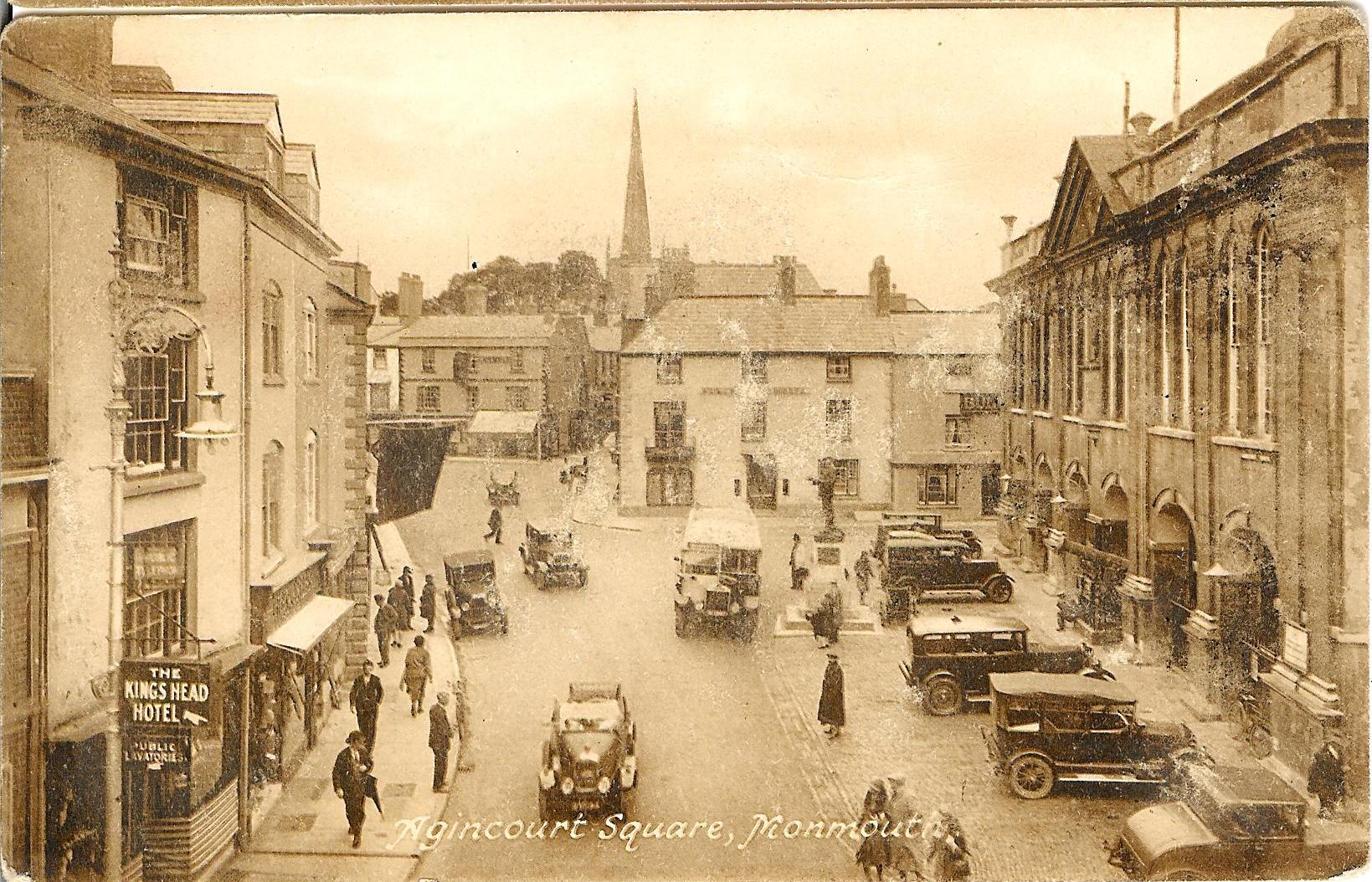
Agincourt Square negli anni 30
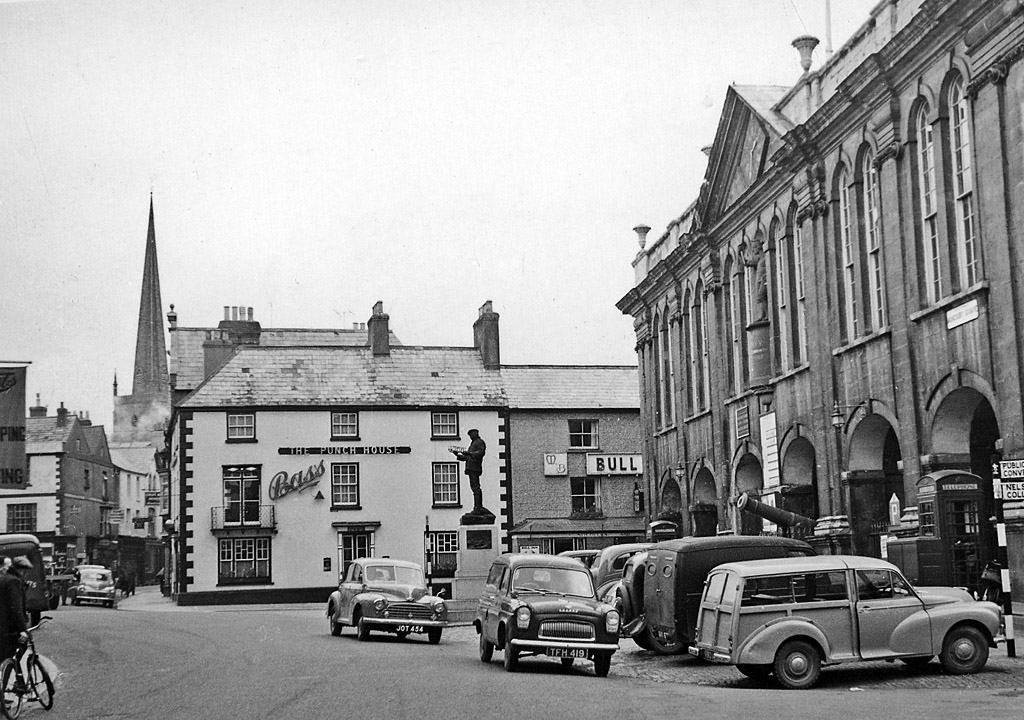
Shire Hall e Agincourt Square nel 1958
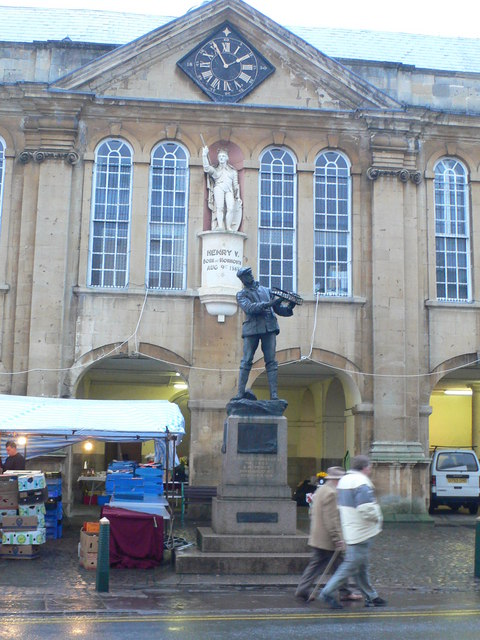
Statua di Charles Rolls, fondatore della Rolls-Royce
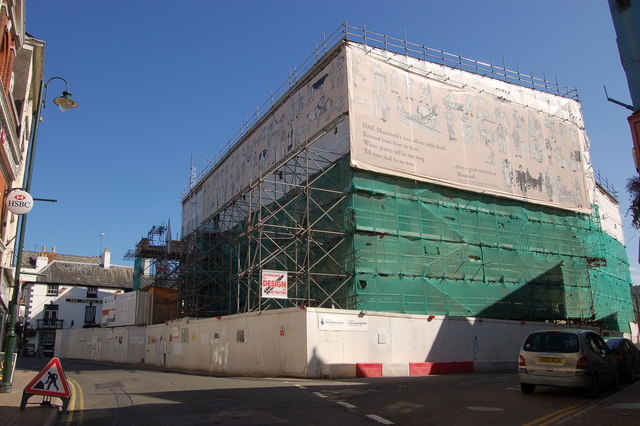
Lo Shire Hall durante il restauro del 2009
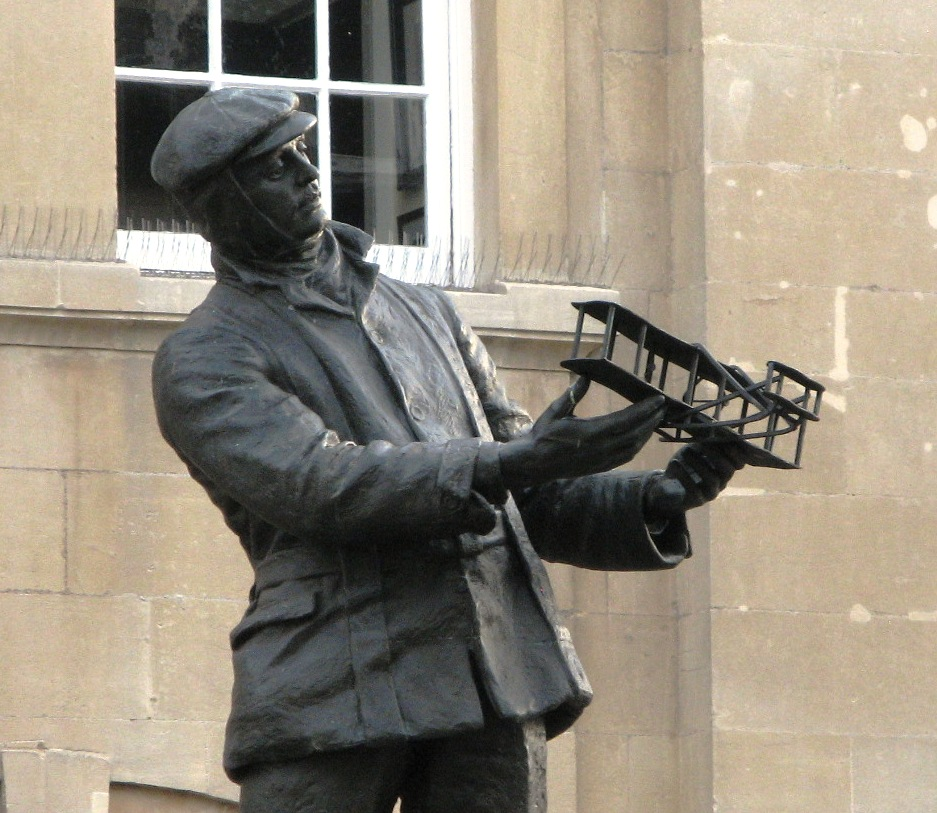
Dettaglio della statua di Charles Rolls
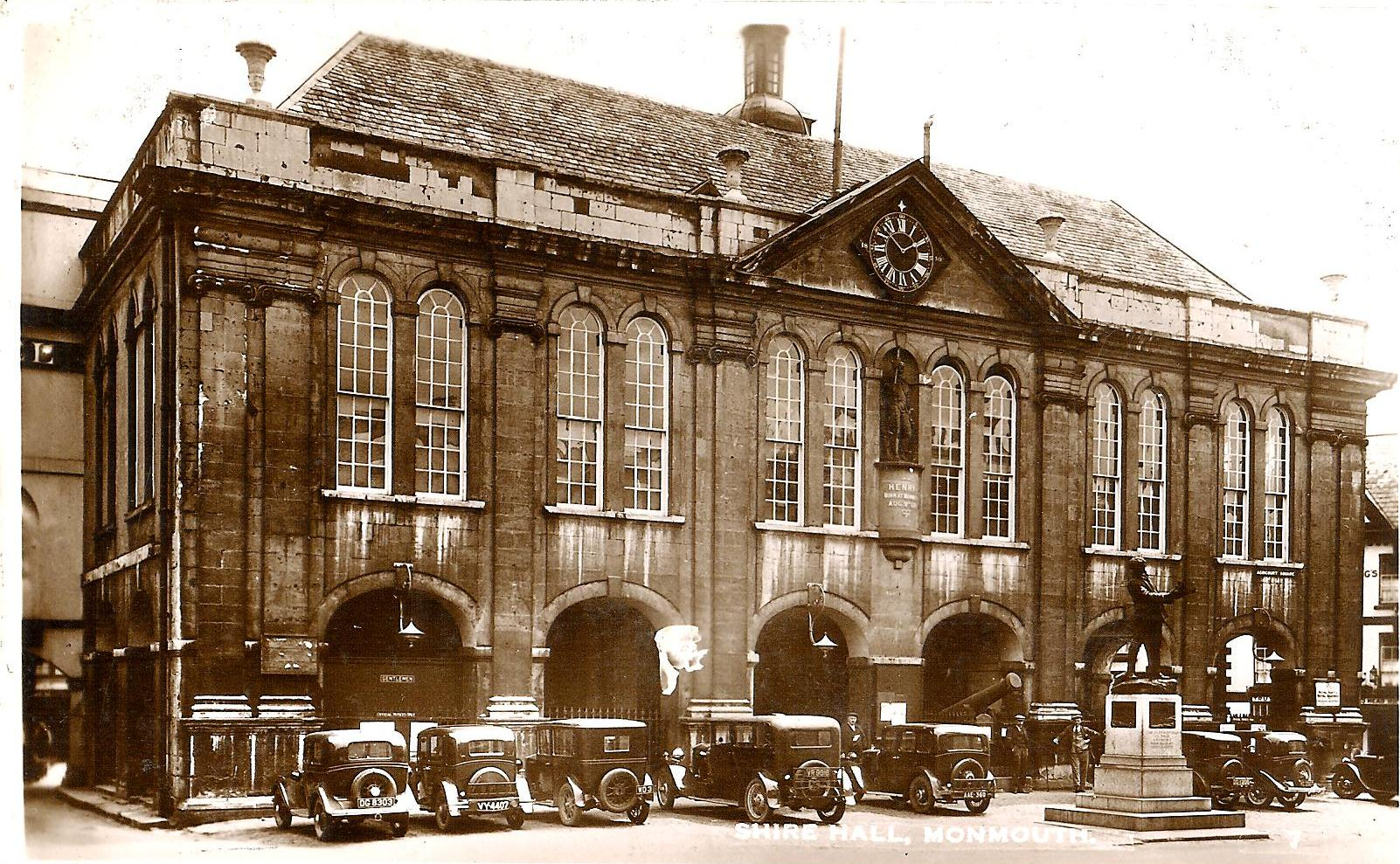
Shire Hall nel 1939
Shire Hall e Agincourt Square raffigurati nel romanzo a fumetti The Interactives